# Dubenec (okres Příbram)
Dubenec (německy Dubenetz) je obec v okrese Příbram ve Středočeském kraji. Leží asi pět kilometrů východně od Příbrami, v oblasti příbramských uranových dolů a hald. Žije zde 366 obyvatel.

## Historie
První písemná zmínka o vesnici pochází z roku 1321.
Ve vsi Dubenec (přísl. Bytíz, 600 obyvatel) byly v roce 1932 evidovány tyto živnosti a obchody: obchod s dobytkem, družstvo pro rozvod elektrické energie v Dubenci, dva hostince, kovář, mlýn, tři obuvníci, obchod s ovocem a zeleninou, obchod s lahvovým pivem, šest rolníků, sadař, trhovec, dvě trafiky, velkostatek Wišata.

## Obyvatelstvo
| Rok            | 1869 | 1880 | 1890 | 1900 | 1910 | 1921 | 1930 | 1950 | 1961 | 1970 | 1980 | 1991 | 2001 | 2011  | 2021  |
| -------------- | ---- | ---- | ---- | ---- | ---- | ---- | ---- | ---- | ---- | ---- | ---- | ---- | ---- | ----- | ----- |
| Počet obyvatel | 366  | 384  | 404  | 385  | 339  | 324  | 331  | 272  | 267  | 292  | 282  | 221  | 293  | 1 251 | 1 238 |
| Počet domů     | 42   | 44   | 48   | 49   | 46   | 46   | 60   | 72   | 70   | 74   | 74   | 76   | 87   | 96    | 98    |

## Obecní správa

### Části obce
- Dubenec (k. ú. Dubenec u Příbramě)

V letech 1930–1979 k obci patřil Bytíz.
Sousedními obcemi sídla jsou Suchodol, Dubno, Příbram, Občov, Drásov a Višňová.

### Územněsprávní začlenění
Dějiny územněsprávního začleňování zahrnují období od roku 1850 do současnosti. V chronologickém přehledu je uvedena územně administrativní příslušnost obce v roce, kdy ke změně došlo:
- 1850 země česká, kraj Praha, politický i soudní okres Příbram[9]
- 1855 země česká, kraj Praha, soudní okres Příbram
- 1868 země česká, politický i soudní okres Příbram
- 1939 země česká, Oberlandrat Tábor, politický i soudní okres Příbram[10]
- 1942 země česká, Oberlandrat Praha, politický i soudní okres Příbram[11]
- 1945 země česká, správní i soudní okres Příbram[12]
- 1949 Pražský kraj, okres Příbram[13]
- 1960 Středočeský kraj, okres Příbram
- k 1. lednu 1980 Středočeský kraj, okres Příbram, město Příbram[8]
- k 24. listopadu 1990 Středočeský kraj, okres Příbram[8]
- 2003 Středočeský kraj, okres Příbram, obec s rozšířenou působností Příbram

### Starostové
- Monika Pikartová (2010–2014)
- Jan Vondrášek (2014–?)
- Jakub Sirotek  (?–současnost)

### Obecní symboly
Znak a vlajka byly obci uděleny rozhodnutím předsedy Poslanecké sněmovny Parlamentu České republiky dne 17. února 2006.

## Doprava

### Dopravní síť
V těsné blízkosti obce vede dálnice D4 a přímo obcí vede silnice II/604 Dubenec – Bytíz a Mirotice – Předotice. Železniční trať ani stanice či zastávka na území obce nejsou.

### Autobusová doprava 2024
Autobusovou dopravu v obci Dubenec zajišťuje společnost Martin Uher. Obec je součástí Pražské integrované dopravy (PID). V obci se nachází zastávka Dubenec (do prosince 2023 Dubenec,motorest). Obcí vede autobusová linka 517, která zajišťuje spojení mezi Příbramí, Hájemi, Dubencem, Dlouhou Lhotou, Obořištěm, Dobříší a Voznicí. Do prosince 2023 do obce zajížděly také autobusy MHD Příbram (linky 7A, 7B a 19A). S integrací příbramské MHD do systému PID již na Dubenec autobusy MHD nejezdí.

## Pamětihodnosti
- Na návsi stojí před domy čp. 5 a 6 socha svatého Jana Nepomuckého.
- Dubenecký zámek byl postaven ve starším poplužním dvoře po roce 1755. Po vyvlastnění v roce 1949 se postupně změnil ve zříceninu.[4] Od roku 2008 restituenti podnikají kroky k jeho záchraně.[16]
- V sousedství osada Bytíz, nechvalně známá v padesátých letech 20. století pracovními tábory politických vězňů.